# Diaphoretickes
Os corticados (clado Diaphoretickes, Corticata ou SARP) são um supergrupo de Eukarya bem consensuado filogenéticamente que inclui Archaeplastida (as plantas em sentido amplo), o Supergrupo SAR e uma série de grupos de colocação incerta que Cavalier-Smith coloca em Hacrobia. De acordo com Cavalier-Smith caracterizam-se por apresentar, ao menos ancestralmente, alvéolos corticales. Também têm sido denominados fotocariotas (Photokaryotes), pois os subgrupos têm adquirido plastos, Archaeplastida (reino Plantae sensu bato) por endosimbiosis primária de uma cianofícea, enquanto SAR e Hacrobia (reino Chromista) por sucessivas endosimbiosis seriadas com diversas microalgas .

## Definição e etimologia
- Diaphoretickes:  Adl et al. (2012) formalizaram o supergrupo Diaphoretickes como clado definindo-o da seguinte forma: É o clado menos extenso contendo a Bigelowiella natans Moestrup & Sengco 2001 (Rhizaria), Tetrahymena thermophila Nanney & McCoy 1976 (Alveolata), Thalassiosira pseudonana Cleve 1873 (Stramenopiles), e Arabidopsis thaliana (Linnaeus) Heynhold, 1842 (Plantae).[2] Esta é uma definição de grupo baseada no pertence dos especificadores. Etimológicamente vem do grego diaforetikés que significa "diverso", o que alude à grande variedade de formas e modos nutricionais que dão a impressão de que não há maiores caracteres comuns.

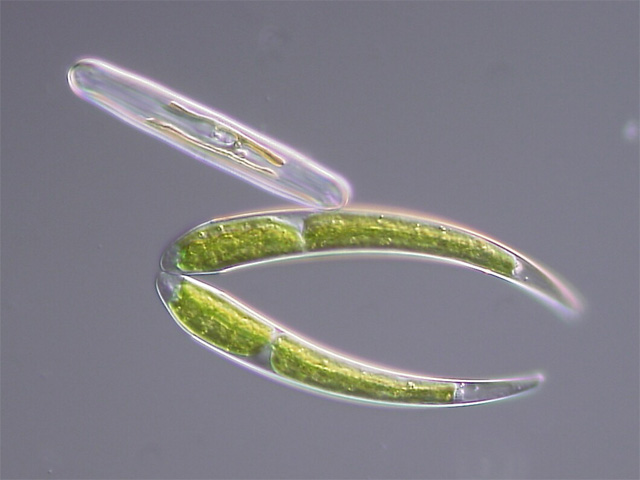
As diatomeas são corticados típicos pela presença de plastos e coberta rígida.

- Corticata: Por sua vez, Cavalier-Smith (2002), (2010), (2013), (2014) e (2015) inclui em Corticata aos reinos Plantae e Chromista, pelo que em ocasiões se lhe considera um superreino.[1][3][4][5][6][7] Etimológicamente vem do latim cortex, que significa corteza, o que alude à presença de um coberta celular que é muito frequente na maioria de grupos; enquanto plantas e algas apresentam parede celular de celulosa, os alveolados desenvolveram diversas cobertas a partir dos alvéolos corticales e outros grupos cromistas podem estar constituídos por células nuas, mas a maioria apresenta algum tipo de coberta rígida como podem ser os exoesqueletos, cortezas, conchas, caparazones, cascas, placas, tecas, cápsulas centrais, capas fibrosas, escamas, espinhas e armaduras muito complexas que têm produzido multidão de microfóssil.

Burki (2014) identifica Diaphoretickes com Corticata, ainda que duvida de que Hacrobia constitua um clado .
- Fotocariotas: Cavalier-Smith em 2002, utiliza o termo photokaryotes como uma denominação secundária e alternativa para os corticados que de se formalizar escrever-se-ia Photokaryota. Etimológicamente deriva do grego φωτο/photo = luz e καρυόν/karyon = noz, como alusão ao clado onde se encontram os organismos eucariotas fotosintéticos, como são as plantas e quase todos os grupos de algas. Existe a capacidade para adquirir a fotosintese mediante a relação mutualista endosimbiótica com um microorganismo fotosintético; mas as razões desta capacidade são ainda desconhecidas.[10] Em contraste, este grupo está considerado um clado irmão do supergrupo Amorphea ou de sua versão estendida Scotokaryota, em onde se pode observar que não existe nenhuma espécie fotosintética nem também não costumam apresentar uma coberta rígida.

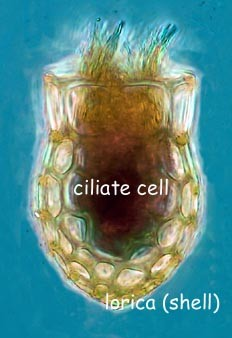
Ciliado que tem desenvolvido sua coberta (concha) a partir dos alvéolos corticales.

- SARP: Indica o clado que inclui SAR + Plantae.[11]

## Árvore filogenético
Ainda não há consenso sobre as relações entre os grupos, em particular Hacrobia apresenta problemas ao momento de organizar os subgrupos . No entanto, a análise baseada na filogenia da proteína Hsp90, genes codificadores de proteínas e a análise filogenómico, dão uma visão maioritária que é a seguinte:
 
Recentemente (2019), propôs-se a seguinte filogenia sobre a base de análise genómicos: